# سفیدماهی دماغه
سفیدماهی دماغه (نام علمی: Barbus andrewi) نام یک گونه از سرده سس‌ماهی‌ها است.